# SV Transvaal
Sport Vereniging Transvaal – surinamski klub piłkarski z siedzibą w mieście Paramaribo, stolicy państwa.

## Osiągnięcia
- Mistrz Surinamu (19): 1925, 1937, 1938, 1950, 1951, 1962, 1965, 1966, 1967, 1968, 1969, 1970, 1973, 1974, 1990, 1991, 1996, 1997, 2000
- Puchar Surinamu: 1997
- Puchar Mistrzów CONCACAF (2): 1973, 1981
- Finał Pucharu Mistrzów CONCACAF (3): 1974, 1975, 1986

## Historia

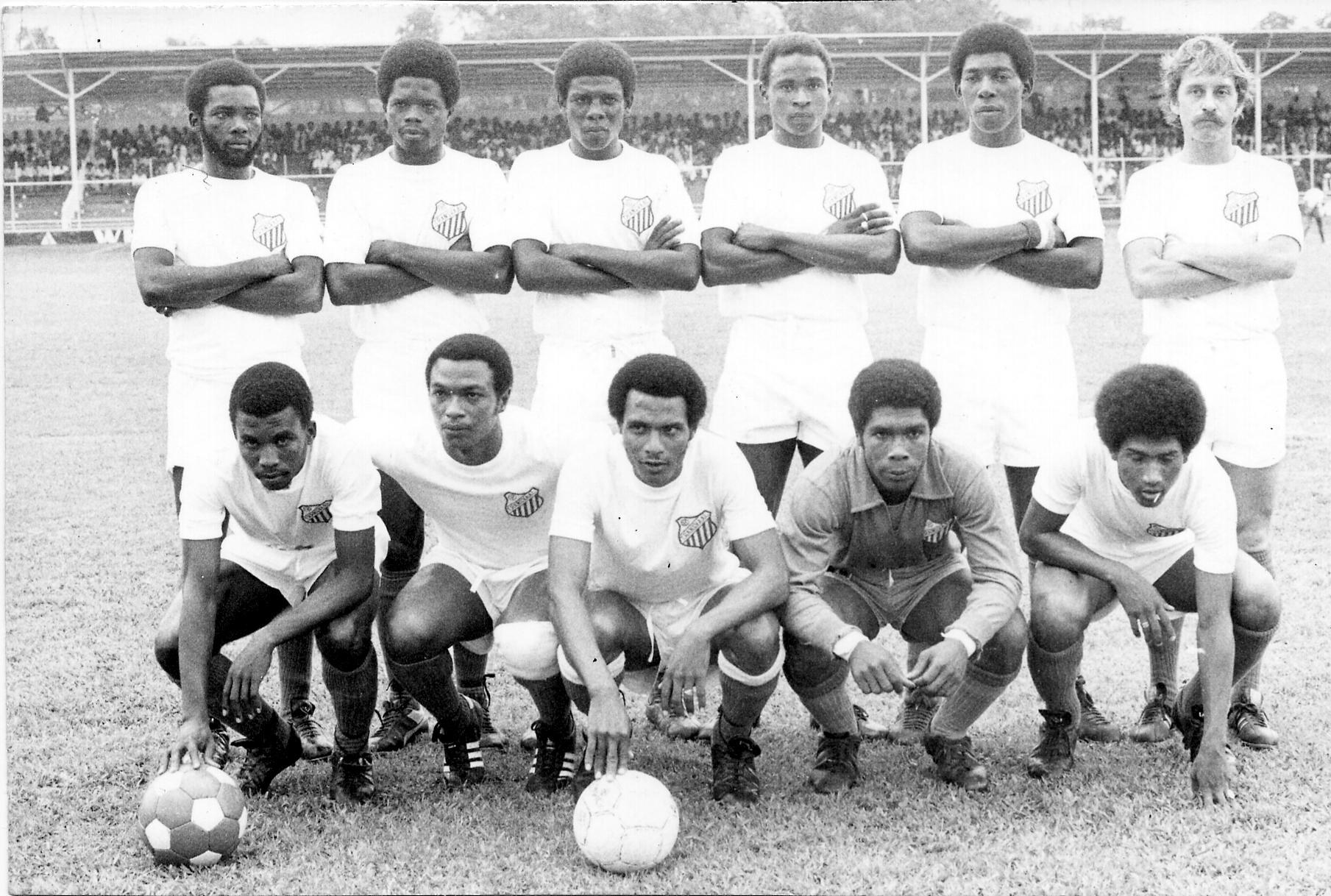
Drużyna Transvaal przed meczem z meksykańskim klubem Atlético Español. Stadion André-Kamperveen-Stadion w Paramaribo - fotografia z 7 marca 1976 roku.

Założony w 1921 roku klub Transvaal jako dwukrotny zdobywca Pucharu Mistrzów CONCACAF należy do najbardziej utytułowanych klubów państw należących do piłkarskiej federacji CONCACAF.